# Kussara

Localisation des principaux sites de l'Anatolie hittite.

Kussara ou Kussar est une ville hittite de l'Antiquité, dont les rois ont fondé le premier grand royaume anatolien au Bronze moyen.

## Royaume de Kussar
La localisation de Kussar est sujet à débat, puisque le site de la ville n'a pas encore été retrouvé. On s'accorde généralement pour la situer en Anatolie centrale, en plein pays hittite, vers le sud de la rivière Kızılırmak, mais il se pourrait qu'elle ait été située plus à l'est, dans la région de l'actuelle Divriği.
Le premier roi de cette ville qui soit connu est Pithana. À la fin de la période des comptoirs commerciaux assyriens de Cappadoce (vers 1800), il s'empare de la ville de Hattusa/Nesha/Kanesh. Son fils Anitta fait de cette cité sa capitale, comme l'atteste une tête de lance à son nom retrouvé dans le palais de Kanesh. Il agrandit considérablement son royaume, en détruisant notamment Hattusa, la capitale du royaume du Hatti. La suite de l'histoire de ce royaume nous est inconnue. La destruction de Kanesh peu de temps après la mort d'Anitta (ou même sous son règne) paraît montrer un affaiblissement rapide de cet État, peut-être face aux offensives de royaumes comme celui de Zalpa, au nord, ou des Hourrites, au sud-est. 
Le fait que Hattushili Ier, fondateur du premier royaume hittite, se dise descendant des rois de Kussar confirme que ce royaume a été un précurseur du grand empire anatolien qui dominera la région durant les siècles qui suivent.